# Witch (gruppo musicale statunitense)
I Witch sono un gruppo musicale stoner rock statunitense i cui membri sono originari di Vermont e Massachusetts.

## Storia del gruppo
I Witch sono stati formati nel 2005 da J Mascis (chitarrista dei Dinosaur Jr) e dal suo amico di lunga data Dave Sweetapple. Nonostante Mascis sia principalmente un chitarrista, nei Witch suona il suo primo strumento, la batteria. Per completare la formazione, Mascis e Sweetapple hanno reclutato il cantante e chitarrista Kyle Thomas, noto come King Tuff e già membro della band avant-folk Feathers (da non confondersi con l'omonimo cantante di Exhorder, Alabama Thunderpussy e Trouble).
Il primo album omonimo è stato pubblicato il 7 marzo 2006 dalla Tee Pee Records. Nello stesso anno hanno inoltre partecipato con una cover del brano "Rip Van Winkle" alla compilation Invaders pubblicata dalla Kemado Records.
Il 18 marzo 2008 è uscito il secondo album Paralyzed, sempre per Tee Pee Records.

## Stile
Il suono dei Witch mostra influenze molto evidenti da parte dei Black Sabbath. Nel secondo album si può notare l'influenza dei Black Flag.
I vari membri della band hanno citato diverse ispirazioni, tra cui The Wipers, Dead Meadow e Black Sabbath.

## Formazione
- Kyle Thomas - voce, chitarra
- Graham Clise - chitarra
- Dave Sweetapple - basso[1]
- J Mascis - batteria

## Discografia

### Album
- 2006 – Witch
- 2008 – Paralyzed

### Singoli
- 2006 – Soul of Fire/Rip Van Winkle (Demo)
- 2008 - Witch/Earthless

### DVD
- 2007 - Local Band Nitemare